# Лапицький Володимир Михайлович
Володимир Михайлович Лапицький (18 лютого 1959 , Гродно ) — радянський фехтувальник на рапірах, срібний призер Олімпійських ігор 1980 року, чемпіон світу.

## Виступи на Олімпіадах
| Олімпіада   | Дисципліна      | Місце |
| ----------- | --------------- | ----- |
| Москва 1980 | командна рапіра | 2     |